# Волынский фронт
Волынский фронт (пол. Front Wołyński) — оперативное соединение Войска Польского, образованное в ходе польско-украинской войны декретом Верховного главнокомандующего генерала Юзефа Пилсудского от 30 марта 1919 года. Расформирован 2 июня 1919 года, восстановлен 27 июля 1919 года. Со 2 июня до 27 июля 1919 года назывался Галицко-Волынский фронт.
Фронт насчитывал 18 тысяч офицеров и солдат (март-июнь 1919 года).

## История
После завершения Первой мировой войны в ноябре 1918 года вооруженные силы Советской России и Польши начинают захват украинских, белорусских и литовских земель, оставленных австро-германскими войсками.
Польские действия на Волыни представляли собой продолжение действий на восточно-галицком фронте и были менее важны. Это объяснялось тем, что Армия УНР видела главным направлением своих военных операций большевистский фронт, а польские войска галицкий. На Волыни боевые действия против украинцев вела двухтысячная группа «Хелм» под командованием генерал-поручика Стефана Маевского, которого заменил генерал-поручик Эдвард Рыдз-Смиглый. В ноябре 1918 года она заняла Холмщину. После этого перед ней ставилась задача защищать линию Буга, но затем она перешла в наступление и заняла Западную Волынь. В январе 1919 года части Армии УНР оттеснили поляков на запад, а 22 января ненадолго освободили Владимир-Волынский. Боевые действия между Военным Польским и Армией УНР на Волыни привели к захвату поляками 24 января 1919 года Владимира-Волынского, 7 февраля — Ковеля, 16 февраля — Маневичей. Дальнейшие действия против крепкого противника поляки совершали под руководством подполковника Леопольда Лиса-Кули, чья тактическая группа 1-2 марта, 5-6 марта и 7 марта прибегала к нападениям на украинцев, во время последнего из которых сам подполковник погиб. Тогда же польское командование решило объединить группы Хелм и Буг в новое оперативное соединение — Волынский фронт. Несмотря на реорганизацию действия польских войск на Волыни, потеряли размах. Основное внимание польское командование сосредоточило в это время на Восточной Галиции. До 14 мая поляки занимали позиции по линии Маневичи — Владимир-Волынский — Рава-Русская.
В мае 1919 года все военные силы и государственные институции УНР были сосредоточены на Волыни и Подолье. В конце мая Войско Польское, усиленное частями сформированной во Франции польской армии Юзефа Халлера (3-я пехотная дивизия Легионов и 1-я пехотная бригада Легионов), провело удачное наступление на позиции украинцев в Галиции и Волыни, в результате чего на Волыни польские части заняли позиции Красной Армии. С началом июня Волынский фронт слился с командованием «Восток» в Галицко-Волынский фронт.
В конце июля Галицко-Волынский фронт разделился на Галицкий и Волынский фронты. 8 августа 4-я пехотная дивизия ударила из Бродов по Кременцу и Дубну. 9 августа поляки заняли эти два города, 13 августа захватили Ровно, 18 августа — Сарны. К 16 августа войска фронта вышли на линию Острог — Горынь — Тучин — Березно — Клесов — Случь. Успешной операции частей Волынского фронта способствовали удары, которые в то время наносили советским войскам Армия УНР и российская Добровольческая армия генерала А. Деникина. После взятия поляками Рокитного на фронте наступило временное затишье.
Осенью 1919 года произошло новое наступление польской армии на украинском театре боевых действий. К концу года войска Волынского фронта продвинулись на линию Уборть — Емильчино — Новоград-Волынский. В это время начался военный конфликт между вооруженными силами УНР и Добровольческой армией А. Деникина, из-за чего Главный атаман Армии УНР Семён Петлюра достиг договоренности с поляками о введении частей Войска Польского на контролируемую украинцами территорию. В то время Пилсудский вынашивал план решительного наступления на территорию Украины с целью разгрома главных сил Красной Армии и возобновления УНР со столицей в Киеве. Это должно стать первостепенным шагом на пути к претворению в жизнь восточной политики Пилсудского. Для понимания между политическими кругами Польши и УНР 16 июня 1919 года на Волынском фронте было объявлено перемирие, а в июле-августе 1919 года в Чорткове, Демблине и Варшаве прошли переговоры. В декабре 1919 года состоялись первые контакты между Петлюрой и Пилсудским, которые вылились в подписание 22 апреля 1920 политического соглашения, а 26 апреля 1920 года — военного союза между Польшей и УНР. Эти договоренности стали основой новой фазы войны объединенных польско-украинских армий против большевиков. В рамках подготовки к этой войне на территории Польши из военнопленных и интернированных украинцев формировались подразделения Армии УНР: с помощью союзных украинских войск Польша пыталась устроить антибольшевистское восстание в Украине.
23 марта 1920 года в рамках общей реорганизации Войска Польского фронт был расформирован, а его подразделения в связи с подготовкой к Киевской операции были включены во 2-ю армию Войска Польского, командующим которой оставался Антоний Листовский.

## Состав
Начальный:
- группа «Хелм»
- группа «Буг»
- 3-я пехотная дивизия Легионов[пол.]

По состоянию на 20 января 1920 года
- 4-я пехотная дивизия[пол.]
- 13-я пехотная дивизия
- 3-я кавалерийская бригада[пол.]
- 4-я кавалерийская бригада[пол.]
- II авиагруппа[пол.]